# Psilocybe laurae
Psilocybe laurae es una especie de hongo de la familia Hymenogastraceae. Esta especie está dedicada a la Doctora Laura Guzmán-Dávalos, una micóloga destacada en México. Etimológicamente, psilocybe, viene del griego psilós, que significa liso, desnudo, calvo, y kýbe, que significa cabeza, píleo, es decir: “por carecer de ornamentación en el píleo” (aunque no sucede así en todas las especies del género).

## Clasificación y descripción de la especie
La especie se encuentra en la división Basidiomycota, por poseer unas estructuras llamadas basidios. Macroscópicamente tiene el píleo de 3-5 cm de diámetro, convexo-plano o ligeramente cóncavo, a veces umbonado, con una aguda pero corta papila, liso, estriado en el margen, lobulado o desgarrado; superficie higrófana, amarillenta-grisácea; pasando rápidamente a blanquecinogrisácea. Láminas sinuadas, de color café-violáceo, bordes blanquecinos. Estípite de (2-)6-9.5 x 0.4-0.6(-0.8) cm, central, de grosor uniforme, a veces subbulboso, hueco. Velo aracnoide, blanco; pseudoanillo escamoso en la parte apical del estípite en adultos. Olor y sabor farináceo. Microscópicamente: esporas de 6.5-7.5(-8) x 5-6(-6.5) µm, subrómbicas o ligeramente ovoides en vista frontal, subelipsoides de perfil, de hasta 1.5 µm de grosor, lisa y de color café-amarillento. Basidios de 20-26 x 5-6(-7) µm, tetraspóricos, hialinos, ventricosos o claviformes y con una constricción central. Basidiolos de 15-21 x 6-8 µm, ventricosos con una constricción media o casi apical, imitando pequeños pleurocistidios con cabeza globosa. Pleurocistidios de dos tipos, 1) de 12-18(-23) x (4-)5-6(-7) µm, hialinos, de pared delgada, ventricoso-rostrados, con el ápice agudo y corto, o sublageniformes con cuello corto, no mayor de 4 µm de longitud y con incrustaciones refringentes en el ápice y 2) de (22-)31-126 x (4.5-)6-7 µm, hialinos, de pared delgada, lageniformes, con cuello largo de 10-115 x 2 µm, flexuoso, con una o dos tabicaciones y con una fíbula en la base del mismo; los dos tipos abundantes hacia el margen del píleo, Queilocistidios de (13-)17-21(-24) x (5-)6-7(-8.5) µm, abundantes, hialinos, de pared delgada, ventricoso-subcilíndricos o sublageniformes. Subhimenio subcelular, con elementos de 3-8 µm de diámetro, de pared delgada, hialinos y con incrustaciones de color café-amarillento. Trama regular, con hifas de 3-20 µm de diámetro, hialinas a amarillentas. Película del píleo subgelatinosa, con hifas de 1-2 µm de diámetro, hialinas. Hipodermio con hifas de 3-4 µm de diámetro, hialinas a amarillentas. Fíbulas comunes.

## Distribución de la especie
Esta especie se ha citado en México de Jalisco, Municipio de San Sebastián del Oeste.

## Ambiente terrestre
Se desarrolla solitaria o formando grupos (gregaria) en suelo arcilloso y pedregoso, en bosque mesófilo de montaña.

## Estado de conservación
Se conoce muy poco de la biología y hábitos de los hongos, por eso la mayoría de ellos no se han evaluado para conocer su estatus de riesgo (Norma Oficial Mexicana 059).